# Arroyo la Palma
Arroyo la Palma är en ort i Mexiko.   Den ligger i kommunen Loma Bonita och delstaten Oaxaca, i den sydöstra delen av landet, 400 km sydost om huvudstaden Mexico City. Arroyo la Palma ligger 50 meter över havet och antalet invånare är 164.
Terrängen runt Arroyo la Palma är platt. Runt Arroyo la Palma är det ganska glesbefolkat, med 24 invånare per kvadratkilometer. Närmaste större samhälle är Playa Vicente, 4,8 km söder om Arroyo la Palma. Omgivningarna runt Arroyo la Palma är en mosaik av jordbruksmark och naturlig växtlighet.